# Beslan
Beslan (russisk: Бесла́н, tr. Beslán; ossetisk: Беслӕн, tr. Beslæn) er en by i Republikken Nordossetien–Alania, Nordkaukasiske føderale distrikt i Den Russiske Føderation beliggende i Kaukasus. Byen har 36.011(2023) indbyggere, hvilket gør Beslan til den tredjestørste by i Nordossetien efter Vladikavkaz og Mozdok.
Beslan ligger ved floden Terek, 15 km nord for hovedstaden Vladikavkaz, og 8 km fra grænsen til Ingusjien.
Beslan er et vigtigt jernbaneknudepunkt på hovedlinjen mellem Rostov ved Don og Baku, og udgangspunktet for en sidelinje til Vladikavkaz. Byen er domineret af landbrugsindustri.

## Historie
Beslan blev grundlagt i 1847 af nybyggere fra andre steder i Ossetien under navnet Beslanjkau ('på Ossetisk: Бесланыкау, "fra Beslans landsby") efter den lokale godsejer Beslan Tulatov (Беслана Тулатова). I lokale dokumenter var den dog kendt efter Tulatovs efternavn som Tulatovo eller Tulatovskoye ("Тулатово" / "Тулатовское"). I 1941 blev byen omdøbt Iriston (Ossetien), og i 1950 da den hastigt udviklende by fik officiel status af by, blev den igen omdøbt til Beslan.
Beslan blev verdenskendt 1. september 2004 da Beslans skole nr. 1 på første skoledag efter sommerferien blev besat af væbnede tjetjenske terrorister som tog mindst 1.200
skolebørn og voksne som befandt sig på skolen, som gidsler. Aktionen sluttede 3. september i et blodbad efter at myndighederne stormede skolen, mindst 334 blev dræbt – heriblandt 186 børn.